# Cimbicidae
Cimbicidae es una familia de avispas sínfitas del orden Hymenoptera. Hay más de 20 géneros y 200 especies descritas.
El rasgo característico de la familia son las antenas con un mazo apical prominente. Las antenas tienen siete segmentos o menos. Los adultos miden de 12 a 25 mm en general, los de algunas especies llegan a medir más de 3 cm de longitud; son robustos y se encuentran entre los de mayor peso entre los himenópteros. Algunos parecen abejorros. Las larvas son solitarias y herbívoras y se parecen a las orugas de lepidópteros. Se alimentan de árboles o arbustos, como olmos o cerezos.

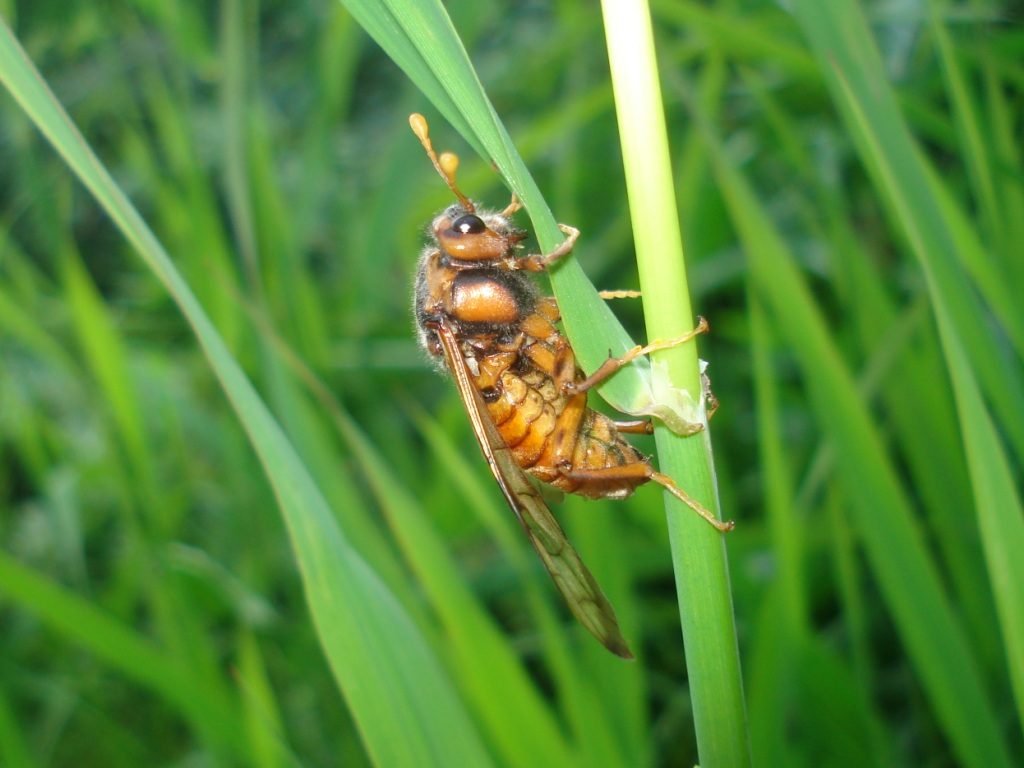
Cimbex

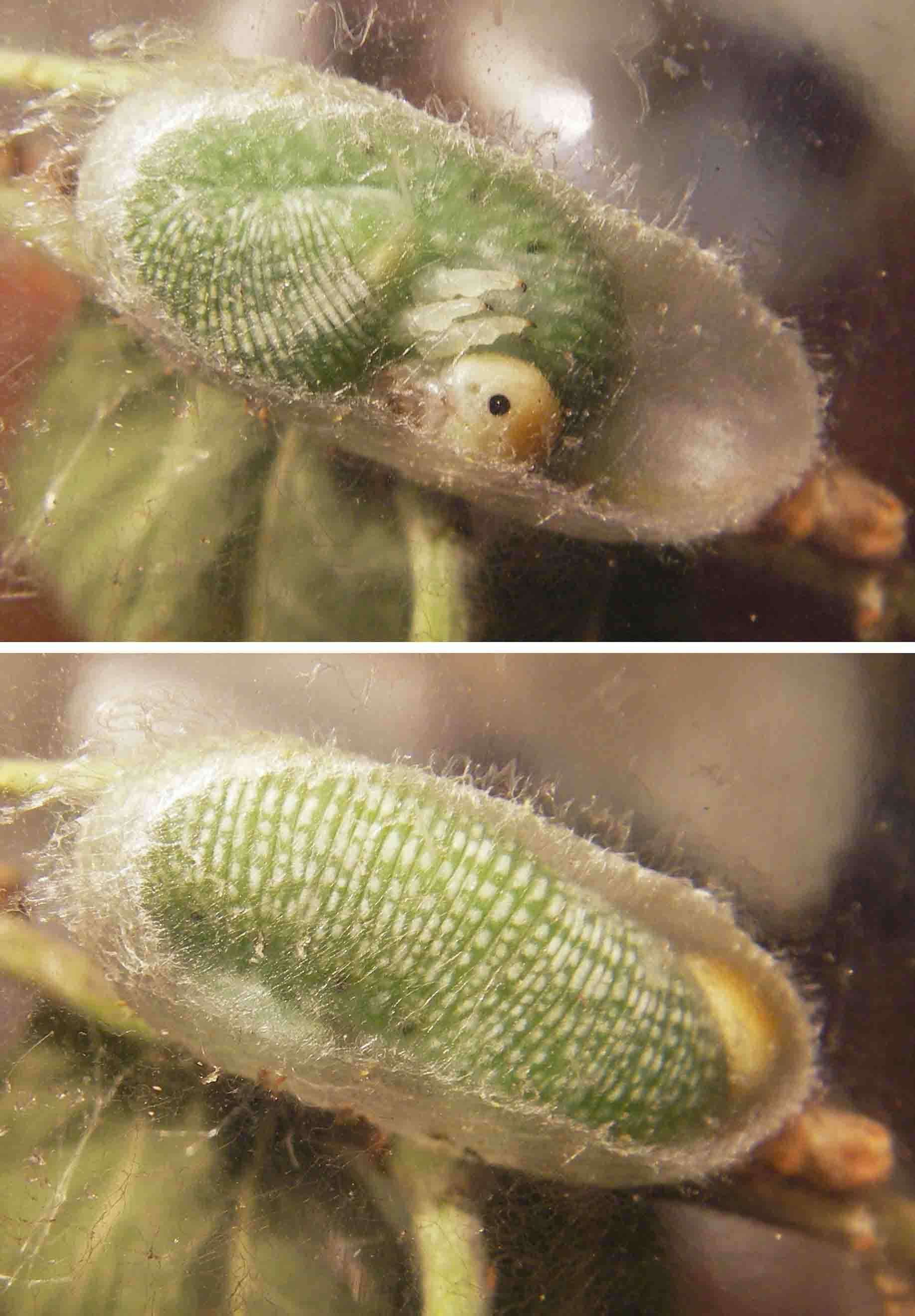
Cimbex nmaduro

## Géneros
- Abia Leach, 1817
- Agenocimbex Rohwer, 1910
- Allabia Semenov & Gussakorskii, 1937
- Brasilabia Conde, 1937
- Cimbex Olivier, 1791
- Corynis Thunberg, 1789
- Leptocimbex Semenov, 1896
- Lopesiana Smith, 1988
- Odontocimbex Malaise, 1935
- Pachylosticta Klug, 1824
- Praia Wankowicz, 1880
- Pseudabia Schrottky, 1910
- Pseudocimbex Rohwer, 1908
- Pseudoclavellaria Schulz, 1906
- Pseudopachylosticta Mallach, 1929
- Trichiosoma Leach, 1817
- † Cenocimbex Nel, 2004
- † Eopachylosticta Malaise, 1945
- † Phenacoperga Cockerell, 1908
- † Sinocimbex Zhang Junfeng, Sun Bo & Zhang Xiyu, 1994
- † Trichiosomites Brues, 1908